# Štýrské vévodství
Štýrské vévodství, také psáno Vévodství štýrské či Vévodství Štýrsko (německy Herzogtum Steiermark; slovinsky Vojvodina Štajerska, maďarsky Stájerország, latinsky Ducatus Styriae), bylo vévodství o rozloze 22 425 km², zahrnující území moderní rakouské spolkové země Štýrska a území slovinského regionu Dolní Štýrsko. Do roku 1806 bylo součástí Svaté říše římské a v jejím rámci náleželo již od roku 1278 k Habsburské monarchii, v níž tvořilo autonomní korunní zemi až do rozpadu Rakouska-Uherska roku 1918.

## Historie
Vytvořil je Fridrich I. Barbarossa 18. září 1180, když po porážce Jindřicha Lva povýšil na vévodu Otakara IV., vládnoucího ve Štýrské marce. Otakar byl zároveň první a posledním vévodou ze starobylého rodu Otakarů ze Štýru. Do roku 1254 náleželo k vévodství i nyní dolnorakouské Pittensko a hornorakouské Travensko, včetně města Štýru (Steyru). Od Štýru je také odvozen název Štýrska, zatímco německý název Štýrska stále znamená „Štýrská marka“.
Po smrti Otakara IV. roku 1192 získali území na základě Georgenberských úmluv Babenberkové, vládci sousedních Rakous. Po jejich vymření nezůstalo vévodství bez vévody, protože je na základě Privilegia Minus získal manžel poslední Babenberkovny, český král Přemysl Otakar II. Chtěl se ho zmocnit i uherský král Béla IV., a tak dále rozšířit svou moc. Na základě Budínského míru ze 3. dubna 1254 došlo k rozdělení území původního vévodství, přičemž Pittensko a Travensko získal Přemysl Otakar II. (přičlenil je k Rakousku), a vlastní území získal Béla IV., který vládl Štýrsku do roku 1258, následován synem Štěpánem V. Po bitvě u Kressenbrunnu roku 1260 Štýrsko opětovně sjednotil a získal Přemysl Otakar II., jenž mu pak vládl do roku 1276, kdy byl Vídeňským mírem a Rudolfem Habsburským donucen se ho vzdát. Od roku 1278 drželi Habsburkové Štýrsko jako svou dědičnou zemi, přičemž v letech 1379–1439 a 1564–1619 zde vládly jejich samostatné rodové větve.
Ve 12. a 13. století dochází k zesilování přistěhovalectví německojazyčného obyvatelstva. V 16. a 17. století se Štýrsko v důsledku řady tureckých vpádů v podstatě vylidnilo, Turci zde ničili a rabovali, obyvatele buď vraždili nebo odváděli do otroctví.
Po skončení první světové války dochází k rozdělení území Štýrského vévodství mezi Rakousko, jemuž zůstala severní a střední část vévodství, a Stát Slovinců, Chorvatů a Srbů, který získal jižní, převážně Slovinci obývanou část. Rakouská část, zabírající asi 73 % bývalého vévodství, se stala spolkovou zemí Štýrsko, zatímco slovinská jižní část se stala v rámci Státu SHS a pozdějšího Království SHS součástí krátkodobé autonomní země Slovinska, od roku 1922 součástí Mariborské oblasti, od roku 1929 součástí Drávské bánoviny a od roku 1945 součástí Jugoslávie. Dnes je součástí samostatného Slovinska.

## Symbolika

znak:
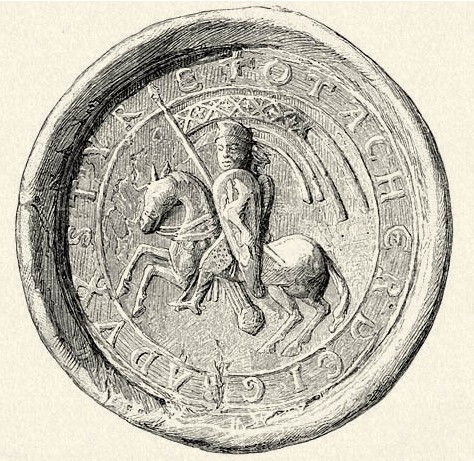
pečeť Otakara III. z roku 1160 s nejstarším vyobrazením štýrského pantera
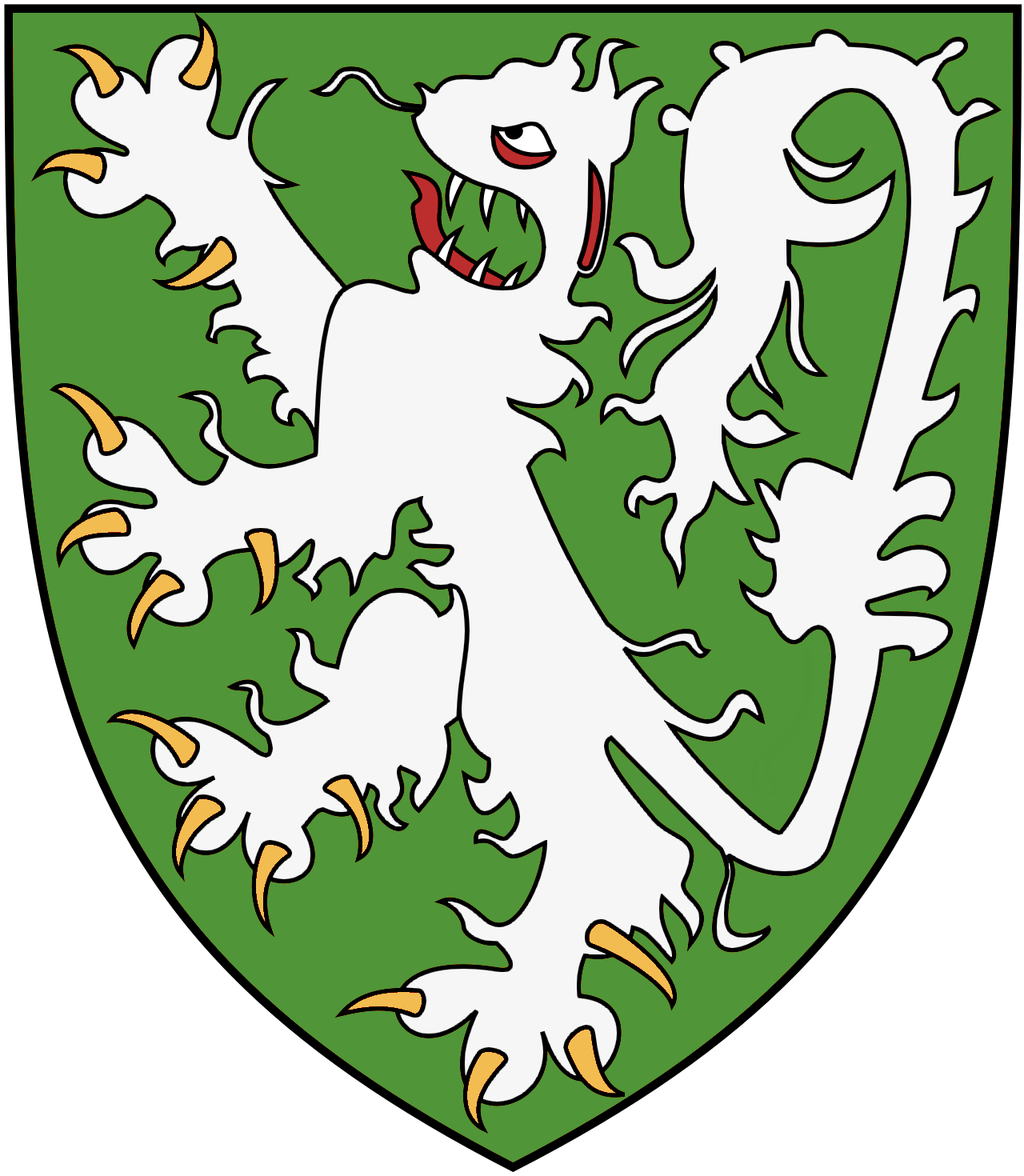
podoba znaku Otakara III.
1180–1918
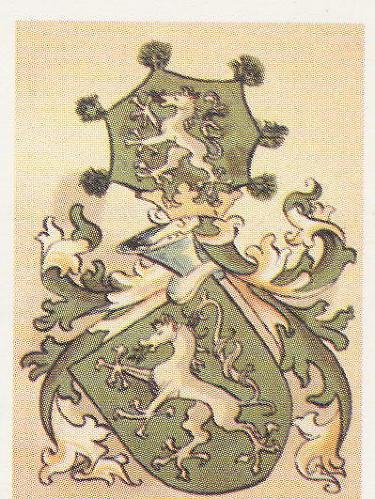
1445
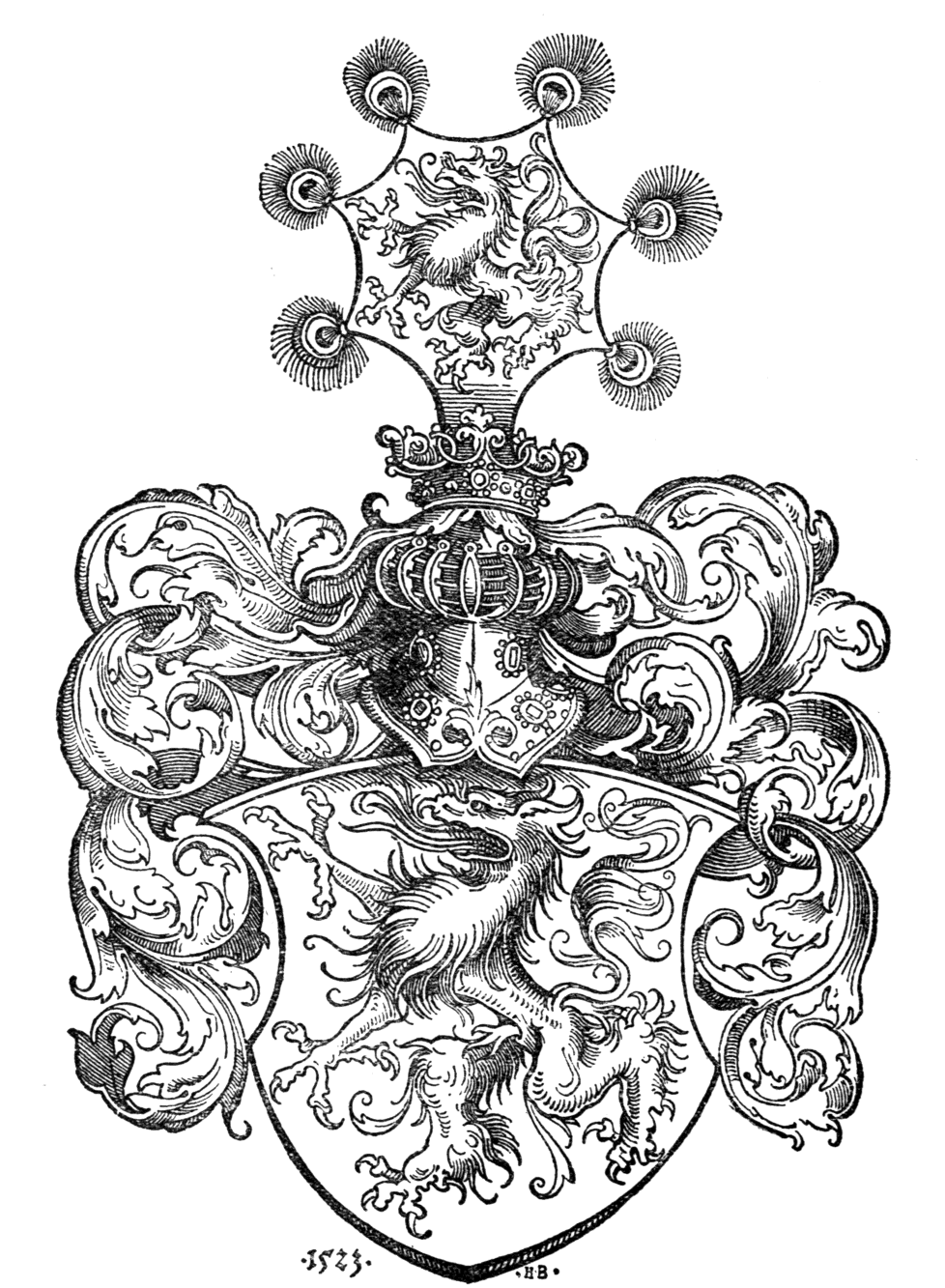
1525
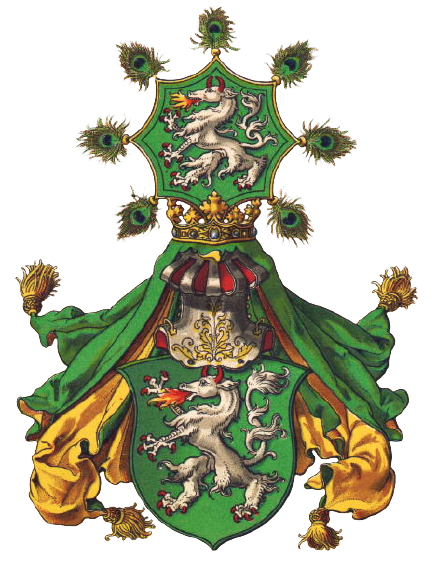
úplný znak vévodství podle H. G. Ströhla (1890)
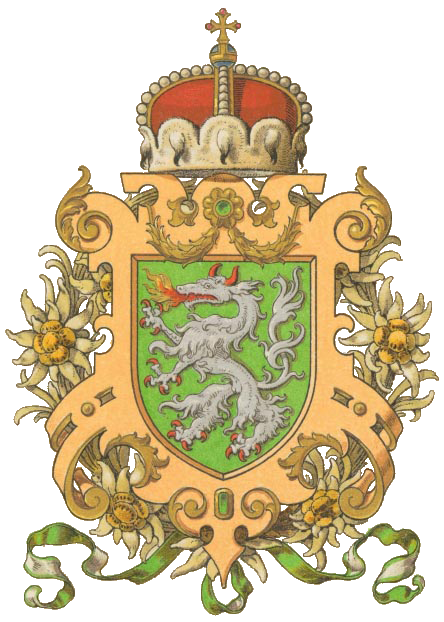
znak vévodství podle H. G. Ströhla

vlajka:
předchozí heraldický prapor
zelenobílá bikolóra od 19. století do roku 1960